# Нечаевский (Новосибирская область)
Нечаевский — посёлок в Тогучинском районе Новосибирской области. Административный центр и единственный населённый пункт Нечаевского сельсовета.

## География
Площадь посёлка — 69 гектаров.

## Население
| 2002 | 2007  | 2010 | 2012 | 2013 | 2014 | 2015 |
| ---- | ----- | ---- | ---- | ---- | ---- | ---- |
| 1056 | ↗1113 | ↘951 | ↘928 | ↘896 | ↗924 | ↗934 |
| 2016 | 2017  | 2018 | 2019 | 2020 | 2021 |      |
| ↘924 | ↘920  | ↘912 | ↘899 | ↘877 | ↗878 |      |

## Инфраструктура
В посёлке по данным на 2023 год функционирует 1 учреждение здравоохранения и 1 учреждение образования (Нечаевский детский сад "Золотой ключик").